# فتوشیمی

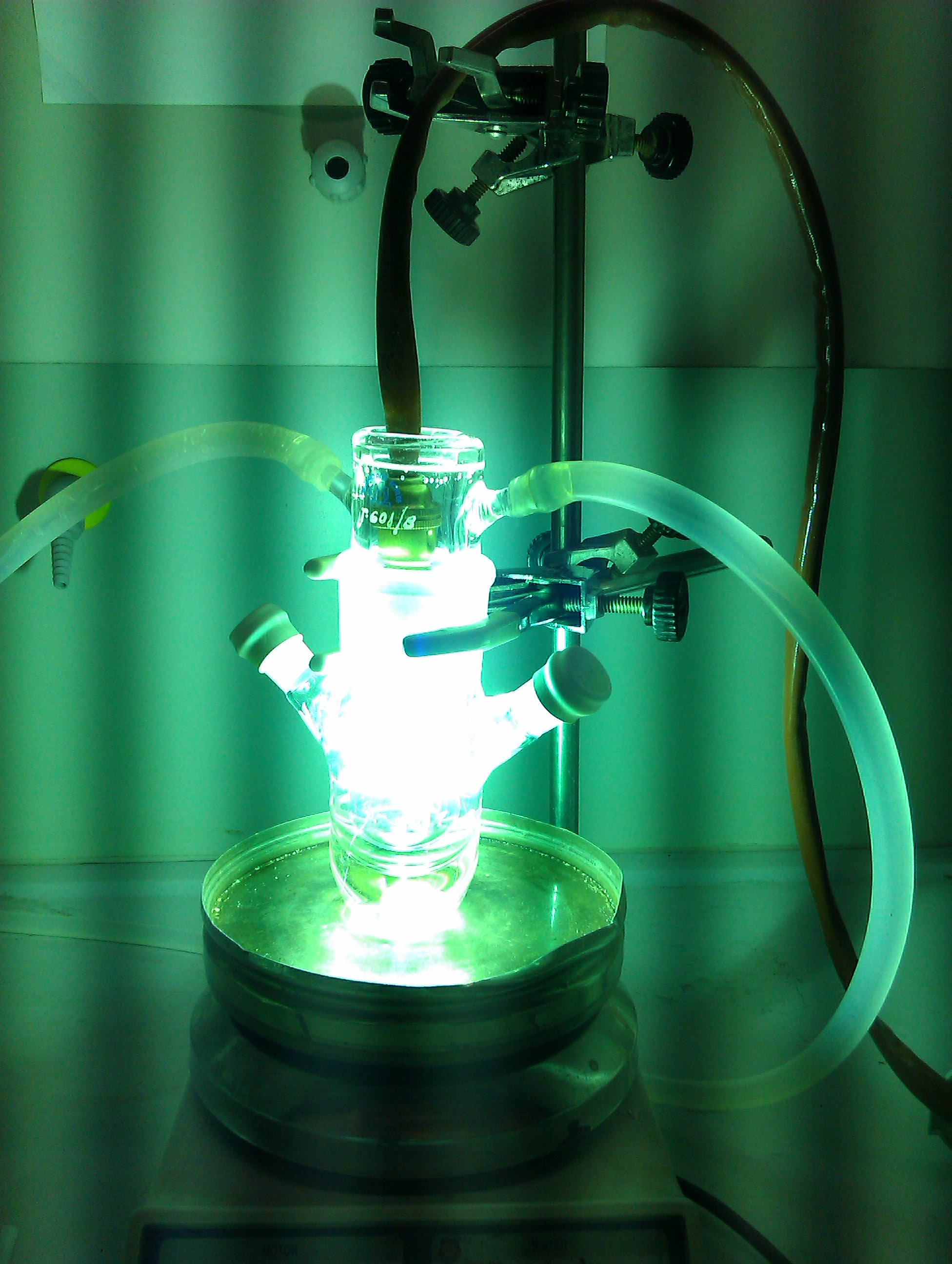
لامپ بخار جیوه.

فتوشیمی (به فرانسوی: Photochimie) بخشی از علم شیمی است که به تغییرات شیمیایی ممکن توسط انرژی نور (ماورای بنفش تا مادون قرمز) می‌پردازد.
تشکیل ازن در لایه‌های بالایی اتمسفر زمین مثالی از چنین تغییراتی است. فتون‌های نور خورشید در استراتوسفر به مولکول‌های اکسیژن برخورد کرده و باعث شکست آنها به اکسیژن اتمی می‌شود. در مرحلهٔ بعدی اتم‌های اکسیژن با مولکول‌های اکسیژن واکنش داده و ازن تولید می‌کنند.